# مانيل رويو
مانيل رويو (بالإسبانية: Manel Royo)‏ هو لاعب كرة قدم إسباني، ولد في 28 فبراير 1994 في Alcanar ‏ في إسبانيا.

## وصلات خارجية
- مانيل رويو على موقع قاعدة بيانات كرة القدم.إي يو (الإنجليزية)
- مانيل رويو على موقع Soccerway.com (الإنجليزية)
- مانيل رويو على موقع عالم كرة القدم.نت (الإنجليزية)